# Кирилізація в СРСР

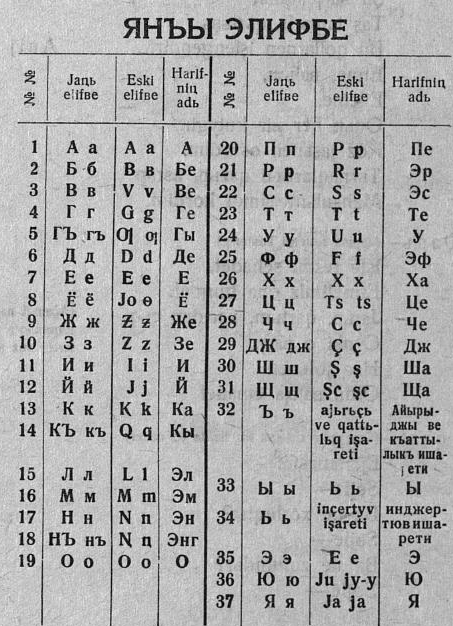
Таблиця відповідності між яналіфом і кирилицею для кримськотатарської мови.

Кирилізація в СРСР (рос. кирилизация) — назва кампанії з переведення мов СРСР з латиниці (переважно йшлося про яналіф та єдиний північний алфавіт, запроваджені під час кампанії латинізації) на кирилицю. Відбувалася з кінця 1930-их до 1950-их років.

## Передісторія
Після встановлення радянської влади багато мов СРСР було переведено на латиницю у 1920-х (переважно це були мови, що доти використовували арабицю або не мали міцної писемної традиції). Тому програму кирилізації варто розглядати в контексті змін політики радянської влади на чолі зі Сталіном в середині 1930-их. Сталіна непокоїла поява ворожих партій, особливо з-за кордону. Наприклад, турецька та азербайджанська мови достатньо схожі для взаємного розуміння, а в Туреччині, яка межує з Азербайджаном, осіло багато антирадянських емігрантів. В кінці 1920-их обидві мови використовували латиницю, і це могло сприяти поширенню антирадянської літератури в регіоні.
В той же час політику коренізації було офіційно припинено; натомість радянська влада стала наголошувати на культурних і мовних перевагах російської як «прогресивної мови» і «офіційної мови революції», тоді як усі соціалістичні країни мали використовувати тільки російську, бо це була «повноцінна мова». В ідеологічному дискурсі комуністичної партії вважалося, що оскільки різні мови і культури живуть і розвиваються мирно, настав час їм об'єднатися в єдиний радянський народ з єдиною російською мовою, який був би лояльним до керівництва комуністичної партії. Натомість корінні культури стали розглядати як «буржуазний націоналізм», що суперечить духові «пролетарського інтернаціоналізму». Крім того, латинський алфавіт, який використовували у багатьох мовах, стали розглядати як «буржуазне письмо», що підтримує гноблення, тому людям, які його використовують було «важко розвиватися разом»..
Також радянська влада сподівалася, що перехід на кирилицю спростить вивчення російської мови неросіянами, таким чином прискоривши їхню асиміляцію. Це подавалося не як підпорядкування російській культурі, а як найраціональніший шлях розвитку культури в регіоні.

## Процес
Кирилізація багатьох мов розпочалася у 1936-37 роках і тривала до 1950-х. Процесу передували пропагандистські кампанії у багатьох радянських медіях. Наприклад, стверджували, що серед народів, які перейшли на латиницю є ентузіазм перевести письмо на кирилицю. Також публікувалися матеріали для дискредитації латиниці; наприклад, в Азербайджанській РСР казали, що латиниця є носієм духу пантюркізму, а її прихильники є ворогами народу. В Туркменській та Молдовській АРСР прихильників латиниці називали «ворогами народу, буржуазними націоналістами та троцькістами».
Дискусії щодо доцільності переходу практично не було. Перехід відбувався паралельно з великим терором, тож прихильників латиниці репресували. Попри це у кожному офіційному рішенні щодо переходу з латиниці на кирилицю радянська влада використовували фрази типу «за прямою вимогою радянського народу». Наприклад, під час переходу татарської мови було вказано, що рішення підтримують «робітники, інтелігенція і татарські колгоспники», а перехід туркменської мови почався з нібито листа підтримки від групи вчителів з міста Байрамали.
Першою мовою, яку перевели з латиниці на кирилицю, стала кабардинська у 1935—1936 рр., після неї — мови Півночі у 1936. Згодом кирилізацію провели в майже всіх мовах, які незадовго до того пройшли латинізацію (наприклад, в казахській, башкирській, татарській). Станом на 1941 рік 60 із 67 писемних мов СРСР було переведено на кирилицю. Процес продовжився після Другої світової війни у 1950-х, коли було кирилізовано кілька нових мов, таких як дунганська, курдська та уйгурська. Кирилізація торкнулася у 1940-х також країн-сателітів, таких як Монголія та Тува (і, відповідно, їхніх мов — монгольської та тувинської). Втім деякі мови зберегли своє письмо: естонська, латиська, литовська, фінська/карельська, грузинська, вірменська та їдиш.
Абхазька та осетинська мови були унікальними випадками: ці дві мови спершу було переведено не на кирилицю, а на грузинське письмо, і лише в 1950-х в них також було проведено кирилізацію. Для деяких мов кирилиця стала першим запровадженням письма. Наприклад, гагаузька мова не мала писемності до 1957 року.
Загалом процес переведення на кирилицю в багатьох мовах був штучно пришвидшений. Наприклад, в киргизькій, башкирській та узбецькій кирилицю було запроваджено одразу, як тільки алфавіт було укладено. Через це багато кириличних алфавітів було впроваджено без урахування особливостей конкретної мови. На думку тюрколога Баскакова, попередні латинські алфавіти краще відповідали фонетичним аспектам тюркських мов, ніж кирилиця. Розвиток мовних аспектів було ускладнено Другою світовою війною та Великим терором, в рамках якого було знищено місцеві еліти. Наприклад, публікація татарсько-російського словника на основі кириличної графіки стала можливою тільки після десталінізації в середині 1950-х.

## Наслідки
Наприкінці 1980-х почався зворотний процес. Деякі мови за межами Росії (молдовська, кримськотатарська, азербайджанська, туркменська, узбецька, гагаузька) перейшли на латиницю. Деякі мови в межах Росії запроваджували латиницю (чеченська, татарська), але 2002 року було прийнято Закон про єдину графічну основу, який фактично забороняв використовувати інші писемності крім кирилиці. Після окупації Криму Росією у 2014 кримськотатарську мову в Криму було переведено на кирилицю.
В другій половині 2010-их почався перехід казахської мови на латинку, який заплановано завершити 2025 року. В 2020 році Монголія почала процес активного впровадження старомонгольського письма, яке було у вжитку до кирилізації. За планом уряду, до 2025 традиційне письмо буде вживатися в офіційних документах паралельно з кирилицею. Таким чином, за межами Росії лише дві кирилізовані в СРСР мови зберегли кирилицю як єдине письмо: киргизька і таджицька.